# 1738
Il 1738 (MDCCXXXVIII in numeri romani) è un anno  del XVIII secolo.

## Eventi
- 1º gennaio – Jean Baptiste Charles Bouvet de Lozier avvista quella che in seguito verrà chiamata isola Bouvet.
- 18 novembre – Pace di Vienna: Firma del trattato che segna la conclusione della guerra di successione polacca.
- È pubblicata nel Regno Unito la prima carta che adotta il meridiano di Greenwich.
- È stata inventata in Svizzera la rinomata casa di orologi Jaquet Droz.

## Nati

### Gennaio
- 1º gennaio - John Walter, imprenditore britannico († 1812)
- 10 gennaio - Ethan Allen, generale statunitense († 1789)
- 20 gennaio - Ippolito Antonio Vincenti Mareri, cardinale e arcivescovo cattolico italiano († 1811)

### Febbraio
- 6 febbraio - Pierre Joseph Desault, chirurgo francese († 1795)
- 12 febbraio - Alfonso Turconi, politico italiano († 1805)
- 13 febbraio - Filippo Quattrocchi, scultore italiano († 1813)
- 21 febbraio - Franz Ludwig von Cancrin, mineralogista, architetto e scienziato tedesco († 1816)
- 23 febbraio - Stefano Bonsignori, vescovo cattolico e teologo italiano († 1826)
- 27 febbraio - Francesco d'Aquino, politico e diplomatico italiano († 1795)
- 27 febbraio - Ivan Sergeevič Barjatinskij, diplomatico russo († 1811)

### Marzo
- 1º marzo - Francesco Moncada Branciforte, nobile, politico e diplomatico italiano († 1798)
- 11 marzo - Abdul Jalil Muazzam Shah di Johor, sovrano malese († 1761)
- 15 marzo - Cesare Beccaria, giurista, filosofo e economista italiano († 1794)
- 15 marzo - Jean-Baptiste Le Paon, pittore e militare francese († 1785)
- 15 marzo - Henri de Pontevès-Gien, militare e marinaio francese († 1790)
- 16 marzo - Giuseppe Fontanelli, fantino italiano
- 19 marzo - Túpac Amaru II, rivoluzionario peruviano († 1781)
- 19 marzo - Antonio Maria Gardini, vescovo cattolico italiano († 1800)

### Aprile
- 1º aprile - Juraj Papánek, storico e presbitero slovacco († 1802)
- 5 aprile - Juan Vicente de Güemes Padilla Horcasitas y Aguayo, generale spagnolo († 1799)
- 11 aprile - Antonio I Esterházy, principe († 1794)
- 14 aprile - William Henry Cavendish-Bentinck, III duca di Portland, nobile e politico britannico († 1809)
- 17 aprile - Francesco Caetani, XI duca di Sermoneta, nobile e mecenate italiano († 1810)
- 22 aprile - Anna Elisabetta Luisa di Brandeburgo-Schwedt, nobile († 1820)
- 23 aprile - Federico Augusto di Nassau-Usingen, duca († 1816)
- 30 aprile - Maria Wilhelmina von Neipperg, nobildonna tedesca († 1775)

### Maggio
- 5 maggio - Adolfo Federico IV di Meclemburgo-Strelitz, nobile († 1794)
- 6 maggio - Charles-Daniel de Meuron, mercenario svizzero († 1806)
- 8 maggio - Michail Fedotovič Kamenskij, generale russo († 1809)
- 9 maggio - John Wolcot, poeta britannico († 1819)
- 13 maggio - Ernst Gottfried Baldinger, entomologo e botanico tedesco († 1804)
- 27 maggio - Bonaventura Furlanetto, compositore italiano († 1817)
- 28 maggio - Tristram Dalton, politico statunitense († 1817)
- 28 maggio - Joseph-Ignace Guillotin, medico e politico francese († 1814)
- 31 maggio - Johann Timotheus Hermes, scrittore tedesco († 1821)

### Giugno
- 3 giugno - Friedrich Adolf Riedesel, generale tedesco († 1800)
- 4 giugno - Giorgio III del Regno Unito, sovrano inglese († 1820)
- 6 giugno - Pietro Marco Zaguri, vescovo cattolico italiano († 1810)
- 10 giugno - Hubert Maurer, pittore austriaco († 1818)
- 11 giugno - Christophe-Philippe Oberkampf, imprenditore francese († 1815)
- 12 giugno - Peter Vitus von Quosdanovich, feldmaresciallo austriaco († 1802)
- 13 giugno - Giuseppe Cerutti, scrittore, gesuita e politico francese († 1792)
- 16 giugno - Mary Katherine Goddard, editrice statunitense († 1816)
- 18 giugno - Johann Joseph Wilczek, militare austriaco († 1819)
- 22 giugno - Jacques Delille, poeta e traduttore francese († 1813)
- 27 giugno - Carlo Mazza, presbitero italiano († 1808)

### Luglio
- 1º luglio - Charles Louis François de Paule de Barentin, politico francese († 1819)
- 2 luglio - Charles Pierre Claret de Fleurieu, ufficiale, oceanografo e politico francese († 1810)
- 3 luglio - John Singleton Copley, pittore statunitense († 1815)
- 7 luglio - César-Guillaume de La Luzerne, cardinale e vescovo cattolico francese († 1821)
- 11 luglio - Alberto di Sassonia-Teschen, principe tedesco († 1822)
- 15 luglio - Jacques-André Naigeon, letterato, enciclopedista e editore francese († 1810)
- 19 luglio - Johann Karl Theodor von Brabeck, vescovo cattolico e abate tedesco († 1794)
- 24 luglio - Betje Wolff, scrittrice olandese († 1804)
- 25 luglio - Giacomo Amoretti, incisore e orologiaio italiano († 1820)

### Agosto
- 1º agosto - Jacques François Dugommier, generale francese († 1794)
- 14 agosto - Leopold Hofmann, compositore austriaco († 1793)
- 16 agosto - Virginio Bracci, scultore italiano († 1815)
- 16 agosto - Anton Wilhelm von L'Estocq, generale prussiano († 1815)
- 19 agosto - Antonio Cerati, scrittore e filologo italiano († 1816)
- 20 agosto - Charles François Bicquilley, militare, filosofo e matematico francese († 1814)
- 25 agosto - Giovanni Battista Borghi, compositore italiano († 1796)

### Settembre
- 1º settembre - Antonio Jerocades, abate, patriota e poeta italiano († 1803)
- 7 settembre - Agustín Ayestarán Landa, vescovo cattolico spagnolo († 1804)
- 11 settembre - William Craven, VI barone Craven, nobile inglese († 1791)
- 15 settembre - Annibale Mariotti, medico e poeta italiano († 1801)
- 20 settembre - Václav Norbert Brixi, compositore e organista ceco († 1803)
- 21 settembre - Michelangelo Cambiaso, doge e politico († 1813)
- 28 settembre - Felipe Scío Riaza, vescovo cattolico spagnolo († 1796)

### Ottobre
- 2 ottobre - Giovanni Antonio Fontana, architetto italiano († 1803)
- 4 ottobre - Madame de Montesson, nobildonna francese († 1806)
- 6 ottobre - Maria Anna d'Asburgo-Lorena, badessa († 1789)
- 6 ottobre - Charles-Joseph Mathon de la Cour, matematico francese († 1793)
- 7 ottobre - Giovanni Battista Mengardi, pittore e restauratore italiano († 1796)
- 10 ottobre - Benjamin West, pittore statunitense († 1820)
- 11 ottobre - Filippo Maria Gherardeschi, compositore e pianista italiano († 1808)
- 11 ottobre - Arthur Phillip, ammiraglio inglese († 1814)
- 18 ottobre - Alfonso Longo, abate italiano († 1804)
- 18 ottobre - Paul-Edme Crublier de Saint-Cyran, militare e matematico francese († 1793)
- 18 ottobre - Michele de Jorio, giurista, avvocato e magistrato italiano († 1806)
- 19 ottobre - Agostino Verani, pittore italiano († 1813)
- 27 ottobre - Hugo Damian Erwein von Schönborn-Wiesentheid, nobile e politico tedesco († 1817)
- 30 ottobre - Jean-Marie du Lau d'Alleman, arcivescovo cattolico francese († 1792)
- 30 ottobre - Jacques Nicolas Fleuriot de La Fleuriais, generale francese († 1824)
- 31 ottobre - Girolamo Enrico Beltramini-Miazzi, vescovo cattolico italiano († 1779)

### Novembre
- 1º novembre - Luigi Cerretti, poeta, scrittore e politico italiano († 1808)
- 11 novembre - Francesco Vigilio Barbacovi, giurista italiano († 1825)
- 11 novembre - Jean-Jacques-François Le Barbier, pittore francese († 1826)
- 13 novembre - Christian Adolph Klotz, filologo classico tedesco († 1771)
- 13 novembre - Giuseppe Maggiolini, ebanista italiano († 1814)
- 15 novembre - William Herschel, astronomo, fisico e compositore tedesco († 1822)
- 25 novembre - Thomas Abbt, matematico e filosofo tedesco († 1766)
- 25 novembre - Joseph-François Marie, matematico e abate francese († 1801)
- 27 novembre - Raphaël de Casabianca, generale e politico francese († 1825)
- 28 novembre - Giacinto Dragonetti, giurista e scrittore italiano († 1818)
- 30 novembre - Thomas Robinson, II barone Grantham, politico inglese († 1786)

### Dicembre
- 2 dicembre - Richard Montgomery, generale irlandese († 1775)
- 14 dicembre - Jan Antonín Koželuh, compositore ceco († 1814)
- 15 dicembre - Pëtr Michajlovič Golicyn, generale e principe russo († 1775)
- 19 dicembre - Christian Wink, pittore tedesco († 1797)
- 20 dicembre - Claude Michel, scultore francese († 1814)
- 21 dicembre - Victor Amédée de La Fage, politico francese († 1801)
- 22 dicembre - Maurice Duplay, imprenditore e rivoluzionario francese († 1820)
- 26 dicembre - Thomas Nelson Jr., politico statunitense († 1789)
- 31 dicembre - Charles Cornwallis, I marchese Cornwallis, generale, nobile e politico britannico († 1805)
- 31 dicembre - Jean Hermann, medico e naturalista francese († 1800)

### Senza giorno specificato
- Raya Raghunatha Tondaiman,  indiano († 1789)
- Etteilla, esoterista francese († 1791)
- Carlo Besozzi, oboista e compositore italiano († 1791)
- Anna Bon, compositrice e cantante italiana
- Antonio Boroni, compositore italiano († 1792)
- Filippo Castelli, architetto italiano
- Giuseppe Cerini, letterato e giurista italiano († 1779)
- Richard Chandler, archeologo e grecista britannico († 1810)
- Esprit-Joseph Chaudon, bibliografo e scrittore francese († 1800)
- George Clavering-Cowper, III conte Cowper, nobile e politico inglese († 1789)
- Michelangelo Alessandro Colli-Marchini, generale e diplomatico italiano († 1808)
- Heinrich von Crumpipen, politico, diplomatico e nobile belga († 1811)
- James Dickson, botanico e micologo scozzese († 1822)
- Francesco Fedeli detto il Maggiotto, pittore e fisico italiano († 1805)
- Francesco Frapolli, medico italiano († 1773)
- Giuseppe Frari, medico e epidemiologo italiano († 1801)
- Antonio Gaidon, architetto, urbanista e naturalista italiano († 1829)
- Francesco Gori Gandellini, critico d'arte italiano († 1784)
- Franz Joseph Hermann, pittore tedesco († 1806)
- Matvej Fëdorovič Kazakov, architetto russo († 1812)
- Krikor Bedros V Kupelian († 1812)
- Michail Dmitrievič Levašov, navigatore e esploratore russo
- Antonia Lodron, nobile austriaco († 1780)
- Gregorio Morlaiter, scultore italiano († 1784)
- Lobsang Palden Yeshe, monaco buddhista tibetano († 1780)
- John Palmer, architetto britannico († 1817)
- Pietro Rossi, medico e zoologo italiano († 1804)
- Stephan Schönwisner, gesuita, storico e numismatico ungherese († 1818)
- Peter Karl Ott von Bátorkéz, militare ungherese († 1809)

## Morti

### Gennaio
- 6 gennaio - Jean-Baptiste Labat, religioso, botanico e esploratore francese (n. 1663)
- 11 gennaio - Samuel Humphreys, scrittore e traduttore inglese
- 17 gennaio - Jean-François Dandrieu, musicista, organista e clavicembalista francese (n. 1682)
- 24 gennaio - Jean-François Melon, economista francese (n. 1675)
- 27 gennaio - Alessandro Marchesini, pittore italiano (n. 1663)

### Febbraio
- 5 febbraio - Joseph Süß Oppenheimer, banchiere tedesco (n. 1692)
- 9 febbraio - Fabio degli Abati Olivieri, cardinale italiano (n. 1658)
- 9 febbraio - Beatrice Geronima di Lorena, nobile francese (n. 1662)
- 12 febbraio - James Sherard, farmacista, botanico e musicista britannico (n. 1666)
- 16 febbraio - Giovanni Vincenzo de Filippi, vescovo cattolico italiano (n. 1656)
- 23 febbraio - Philibert Papillon, abate e letterato francese (n. 1666)
- 24 febbraio - Antonio Maria Borromeo, vescovo cattolico italiano (n. 1666)
- 27 febbraio - Ranieri del Pace, pittore italiano (n. 1681)

### Marzo
- 11 marzo - Domenico Marquardo di Löwenstein-Wertheim-Rochefort, nobile tedesco (n. 1690)
- 16 marzo - George Bähr, architetto tedesco (n. 1666)
- 25 marzo - Turlough O'Carolan, compositore e arpista irlandese (n. 1670)
- 26 marzo - Ippolito Francesco Albertini, medico e anatomista italiano (n. 1662)
- 30 marzo - Franz Anton von Sporck, letterato boemo (n. 1662)

### Aprile
- 11 aprile - Johann Beringer, medico tedesco (n. 1667)
- 16 aprile - Jan Jacob de Graaf, organista olandese (n. 1672)
- 25 aprile - Giacomo Laderchi, storico italiano (n. 1678)

### Maggio
- 1º maggio - Charles Howard, III conte di Carlisle, nobile e politico inglese (n. 1669)
- 3 maggio - Conrard-Albert d'Ursel, militare belga (n. 1665)
- 11 maggio - Dionisio Andrea Sancassani, medico e chirurgo italiano (n. 1659)
- 12 maggio - Carlo III Guglielmo di Baden-Durlach, nobile (n. 1679)
- 20 maggio - Kazimierz Leon Sapieha, nobile e generale polacco (n. 1697)
- 31 maggio - Giovanni Battista Cotta, presbitero e scrittore italiano (n. 1668)

### Giugno
- 2 giugno - James FitzJames, II duca di Berwick, nobile, militare e ambasciatore spagnolo (n. 1696)
- 4 giugno - Naum Akimovič Senjavin, ammiraglio russo (n. 1680)
- 4 giugno - Maria Skerritt, nobildonna inglese (n. 1702)
- 6 giugno - Louis-Simon le Poupet de la Boularderie, militare francese (n. 1674)
- 7 giugno - Antoine Crozat, imprenditore francese (n. 1655)
- 11 giugno - Caspar Bartholin il Giovane, anatomista danese (n. 1655)
- 12 giugno - Luigi II Gonzaga di Luzzara, nobile italiano (n. 1679)
- 14 giugno - Federico di Nassau-Zuylestein, III conte di Rochford, nobile inglese (n. 1684)
- 21 giugno - Charles Townshend, II visconte Townshend, nobile britannico (n. 1674)

### Luglio
- 8 luglio - Jean-Pierre Niceron, scrittore francese (n. 1685)
- 15 luglio - Antonio Maria Pacchioni, compositore italiano (n. 1654)
- 22 luglio - Wolfgang Hannibal von Schrattenbach, cardinale austriaco (n. 1660)
- 28 luglio - Enrico di Sassonia-Merseburg, duca (n. 1661)

### Agosto
- 9 agosto - Pierre Drevet, incisore francese (n. 1663)
- 17 agosto - Francesco Barberini, cardinale e vescovo cattolico italiano (n. 1662)
- 24 agosto - Giuseppe Averani, giurista e naturalista italiano (n. 1662)
- 25 agosto - Elisabetta di Meclemburgo-Güstrow, nobildonna tedesca (n. 1668)
- 27 agosto - Francesco Saverio Baldinucci, storico dell'arte italiano (n. 1663)
- 29 agosto - Georg von Reutter, organista e compositore austriaco (n. 1656)
- 29 agosto - Carlotta d'Assia-Homburg, nobildonna (n. 1672)

### Settembre
- 15 settembre - Claude-Thomas Dupuy, avvocato e funzionario francese (n. 1678)
- 23 settembre - Carlo Agostino Badia, compositore italiano (n. 1672)
- 23 settembre - Herman Boerhaave, medico, chimico e botanico olandese (n. 1668)
- 28 settembre - José Pereira de Lacerda, cardinale e vescovo cattolico portoghese (n. 1662)

### Ottobre
- 1º ottobre - Christian Detlev Reventlow, diplomatico e militare danese (n. 1671)
- 5 ottobre - Antonio Amorosi, pittore italiano (n. 1660)
- 27 ottobre - Thomas Forster, politico e militare inglese (n. 1683)

### Novembre
- 1º novembre - Luigi De La Forest, pittore francese
- 3 novembre - Gualtiero Francesco Saverio di Dietrichstein, nobile boemo (n. 1664)
- 23 novembre - Luigi Ottone di Salm, conte (n. 1674)

### Dicembre
- 2 dicembre - Carlo Antonio Tavella, pittore italiano (n. 1668)
- 4 dicembre - Sebastiano Cipriani, architetto italiano
- 9 dicembre - Ferdinando Maria Innocenzo di Baviera, generale tedesco (n. 1699)
- 11 dicembre - Johann Rudolf Byss, pittore svizzero (n. 1660)
- 22 dicembre - Jean-Joseph Mouret, compositore francese (n. 1682)

### Senza giorno specificato
- Hatice Sultan, principessa ottomana (n. 1710)
- Gottlieb Siegfried Bayer, filologo, storico e orientalista tedesco (n. 1694)
- Jean-Daniel Braun, flautista e compositore francese
- Matthias Braun, scultore austriaco (n. 1684)
- Charles Bridgeman, architetto del paesaggio inglese (n. 1690)
- Felice Cappelletti, pittore italiano (n. 1656)
- Romano Carapecchia, architetto italiano (n. 1666)
- Edmund Culpeper, incisore e ottico inglese (n. 1660)
- Peter Eggebrecht, ceramista tedesco (n. 1680)
- Bernardino Fergioni, pittore e incisore italiano (n. 1674)
- Philip Frowde, poeta e drammaturgo inglese
- Yvo Gaukes, medico tedesco (n. 1660)
- Gürcü İsmail Pascià, politico e militare ottomano
- Hussain Hotak, sovrano afghano
- Li Wei, politico e funzionario cinese (n. 1687)
- Benoît de Maillet, diplomatico francese (n. 1656)
- João Nunes de Abreu, pittore portoghese
- Giulio Sacchi, vescovo cattolico italiano (n. 1675)
- Francisco de Sánchez de la Barreda, avvocato spagnolo
- Giacomo Giacinto Serry, teologo francese (n. 1659)
- George Sorocold, ingegnere inglese (n. 1668)
- Giuseppe Tortelli, pittore italiano (n. 1662)
- Francesco Trivellini, pittore italiano (n. 1660)
- Gio Enrico Vaymer, pittore italiano (n. 1665)
- Claude de Beauharnais, nobile francese (n. 1680)

## Calendario
| Calendario 1738 | Calendario 1738 | Calendario 1738 | Calendario 1738 | Calendario 1738 | Calendario 1738 | Calendario 1738 | Calendario 1738 | Calendario 1738 | Calendario 1738 | Calendario 1738 | Calendario 1738 | Calendario 1738 | Calendario 1738 | Calendario 1738 | Calendario 1738 | Calendario 1738 | Calendario 1738 | Calendario 1738 | Calendario 1738 | Calendario 1738 | Calendario 1738 | Calendario 1738 | Calendario 1738 | Calendario 1738 | Calendario 1738 | Calendario 1738 | Calendario 1738 | Calendario 1738 | Calendario 1738 | Calendario 1738 | Calendario 1738 | Calendario 1738 |
| --------------- | --------------- | --------------- | --------------- | --------------- | --------------- | --------------- | --------------- | --------------- | --------------- | --------------- | --------------- | --------------- | --------------- | --------------- | --------------- | --------------- | --------------- | --------------- | --------------- | --------------- | --------------- | --------------- | --------------- | --------------- | --------------- | --------------- | --------------- | --------------- | --------------- | --------------- | --------------- | --------------- |
|                 | 1               | 2               | 3               | 4               | 5               | 6               | 7               | 8               | 9               | 10              | 11              | 12              | 13              | 14              | 15              | 16              | 17              | 18              | 19              | 20              | 21              | 22              | 23              | 24              | 25              | 26              | 27              | 28              | 29              | 30              | 31              |                 |
| Gennaio         | Me              | Gi              | Ve              | Sa              | Do              | Lu              | Ma              | Me              | Gi              | Ve              | Sa              | Do              | Lu              | Ma              | Me              | Gi              | Ve              | Sa              | Do              | Lu              | Ma              | Me              | Gi              | Ve              | Sa              | Do              | Lu              | Ma              | Me              | Gi              | Ve              |                 |
| Febbraio        | Sa              | Do              | Lu              | Ma              | Me              | Gi              | Ve              | Sa              | Do              | Lu              | Ma              | Me              | Gi              | Ve              | Sa              | Do              | Lu              | Ma              | Me              | Gi              | Ve              | Sa              | Do              | Lu              | Ma              | Me              | Gi              | Ve              |                 |                 |                 |                 |
| Marzo           | Sa              | Do              | Lu              | Ma              | Me              | Gi              | Ve              | Sa              | Do              | Lu              | Ma              | Me              | Gi              | Ve              | Sa              | Do              | Lu              | Ma              | Me              | Gi              | Ve              | Sa              | Do              | Lu              | Ma              | Me              | Gi              | Ve              | Sa              | Do              | Lu              |                 |
| Aprile          | Ma              | Me              | Gi              | Ve              | Sa              | Do              | Lu              | Ma              | Me              | Gi              | Ve              | Sa              | Do              | Lu              | Ma              | Me              | Gi              | Ve              | Sa              | Do              | Lu              | Ma              | Me              | Gi              | Ve              | Sa              | Do              | Lu              | Ma              | Me              |                 |                 |
| Maggio          | Gi              | Ve              | Sa              | Do              | Lu              | Ma              | Me              | Gi              | Ve              | Sa              | Do              | Lu              | Ma              | Me              | Gi              | Ve              | Sa              | Do              | Lu              | Ma              | Me              | Gi              | Ve              | Sa              | Do              | Lu              | Ma              | Me              | Gi              | Ve              | Sa              |                 |
| Giugno          | Do              | Lu              | Ma              | Me              | Gi              | Ve              | Sa              | Do              | Lu              | Ma              | Me              | Gi              | Ve              | Sa              | Do              | Lu              | Ma              | Me              | Gi              | Ve              | Sa              | Do              | Lu              | Ma              | Me              | Gi              | Ve              | Sa              | Do              | Lu              |                 |                 |
| Luglio          | Ma              | Me              | Gi              | Ve              | Sa              | Do              | Lu              | Ma              | Me              | Gi              | Ve              | Sa              | Do              | Lu              | Ma              | Me              | Gi              | Ve              | Sa              | Do              | Lu              | Ma              | Me              | Gi              | Ve              | Sa              | Do              | Lu              | Ma              | Me              | Gi              |                 |
| Agosto          | Ve              | Sa              | Do              | Lu              | Ma              | Me              | Gi              | Ve              | Sa              | Do              | Lu              | Ma              | Me              | Gi              | Ve              | Sa              | Do              | Lu              | Ma              | Me              | Gi              | Ve              | Sa              | Do              | Lu              | Ma              | Me              | Gi              | Ve              | Sa              | Do              |                 |
| Settembre       | Lu              | Ma              | Me              | Gi              | Ve              | Sa              | Do              | Lu              | Ma              | Me              | Gi              | Ve              | Sa              | Do              | Lu              | Ma              | Me              | Gi              | Ve              | Sa              | Do              | Lu              | Ma              | Me              | Gi              | Ve              | Sa              | Do              | Lu              | Ma              |                 |                 |
| Ottobre         | Me              | Gi              | Ve              | Sa              | Do              | Lu              | Ma              | Me              | Gi              | Ve              | Sa              | Do              | Lu              | Ma              | Me              | Gi              | Ve              | Sa              | Do              | Lu              | Ma              | Me              | Gi              | Ve              | Sa              | Do              | Lu              | Ma              | Me              | Gi              | Ve              |                 |
| Novembre        | Sa              | Do              | Lu              | Ma              | Me              | Gi              | Ve              | Sa              | Do              | Lu              | Ma              | Me              | Gi              | Ve              | Sa              | Do              | Lu              | Ma              | Me              | Gi              | Ve              | Sa              | Do              | Lu              | Ma              | Me              | Gi              | Ve              | Sa              | Do              |                 |                 |
| Dicembre        | Lu              | Ma              | Me              | Gi              | Ve              | Sa              | Do              | Lu              | Ma              | Me              | Gi              | Ve              | Sa              | Do              | Lu              | Ma              | Me              | Gi              | Ve              | Sa              | Do              | Lu              | Ma              | Me              | Gi              | Ve              | Sa              | Do              | Lu              | Ma              | Me              |                 |